# Adama Guira
Adama Guira (* 24. dubna 1988, Bobo-Dioulasso, Burkina Faso) je burkinafaský fotbalový záložník, který v současné době hraje v klubu SønderjyskE Fodbold. Je také reprezentantem Burkiny Faso.

## Klubová kariéra
- RC Bobo Dioulasso 2005–2008
- CF Gavà 2008–2009
- Alicante CF 2009–2010
- UD Logroñés 2010–2011
- Djurgårdens IF 2011
- FC Dacia Chișinău 2011–2013
- SønderjyskE Fodbold 2013–

## Reprezentační kariéra
V A-mužstvu Burkiny Faso debutoval v roce 2010.
Zúčastnil se Afrického poháru národů 2015 v Rovníkové Guineji.